# Guevguèlia
Guevguèlia és una ciutat de 15.685 habitants localitzada al sud-est de Macedònia del Nord, a la ribera del Vàrdar, a la frontera amb Grècia, en el punt en què comunica amb carretera a Skopje i les altres tres capitals iugoslaves (Belgrad, Zagreb i Ljubljana i amb Tessalònica. La ciutat és la seu del Municipi de Gevgeliva. La ciutat està agermanada amb la ciutat eslovena de Sežana. En macedoni, la ciutat és anomenada Guevguèlia (Гевгелија). En turc s'anomena Gevgeli i en grec, Gevgelí (Γευγελή). En búlgar, Gevgeli (Гевгели) i Đevđelija (Ђевђелија) en serbocroat. 

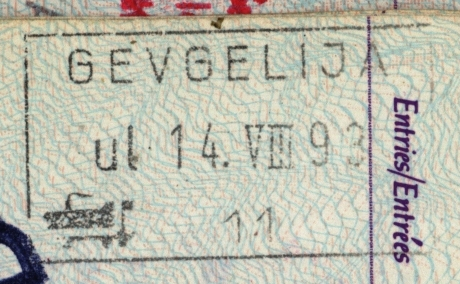
Segell de passaport de Gevgelija.

Localitzada entre les muntanyes Kožuf i Pajak, només a 70 km de Tessalònica i a 165 km de Skopje, la ciutat actua com un punt d'unió entre Grècia i Macedònia del Nord, constituint-la en un lloc central en la seva regió. La seva posició al sud del país, li dona un clima calent. Té clima mediterrani, que el converteix en un lloc òptim a Macedònia del Nord per al cultiu de fruites i verdures com figues, llimones i raïm. La ciutat també és un centre del cultiu de cucs de seda. A banda de l'agricultura, l'economia de Guevguèlia també té un petit sector industrial. El turisme també és important a la ciutat.
Recentment s'hi ha construït diversos casinos, fent que la ciutat s'hagi guanyat el malnom de Las Vegas de Macedònia del Nord.

## Demografia
La ciutat de Guevguèlia té 15.685 habitants, la majoria dels quals són macedonis.